# Вітково
Вітково (пол. Witkowo) — місто в центрально-західній Польщі, на Вжесиньській рівнині.

## Демографія
Демографічна структура станом на 31 березня 2011 року:
|          | Загалом | Допрацездатний вік | Працездатний вік | Постпрацездатний вік |
| -------- | ------- | ------------------ | ---------------- | -------------------- |
| Чоловіки | 4013    | 800                | 2847             | 366                  |
| Жінки    | 4029    | 711                | 2543             | 775                  |
| Разом    | 8042    | 1511               | 5390             | 1141                 |